# Tighten Up (bài hát của The Black Keys)
| Đánh giá chuyên môn | Đánh giá chuyên môn |
| Nguồn đánh giá      | Nguồn đánh giá      |
| Nguồn               | Đánh giá            |
| ------------------- | ------------------- |
| Rolling Stone       | [ 1 ]               |

"Tighten Up" là một ca khúc của ban nhạc rock Mỹ The Black Keys. Đây là track thứ ba trong album của nhóm năm 2010 Brothers và được phát hành làm đĩa đơn chính của album vào ngày 23 tháng 4 năm 2010. Dan Auerbach nói với The Sun về nguồn gốc bài hát: "Đó là bài hát cuối cùng chúng tôi thực hiện cho bản thu âm. Chúng tôi đã có vài ngày nghỉ và Brian (Danger Mouse) cũng vậy; kể từ khi chúng tôi thành bạn và thích chơi với nhau, chúng tôi nghĩ rằng sẽ rất vui khi đi vào phòng thu âm và xem liệu chúng ta có thể sáng tác một giai điệu không. Chúng tôi luôn có một vụ nổ lớn khi ba chúng tôi gặp nhau.